# Meechok Marhasaranukun
Meechok Marhasaranukun (thailändisch มีโชค มหาศรานุกุล, * 12. Dezember 1997 in Bangkok) ist ein thailändischer Fußballspieler.

## Karriere

### Verein
Meechok Marhasaranukun erlernte das Fußballspielen in der Schulmannschaft des Bangkok Christian College. 2013 unterschrieb er seinen ersten Vertrag beim damaligen Drittligisten Looktabfah FC. 2015 wechselte er zum Erstligisten TOT SC nach Bangkok. Nach nur einem Jahr und 20 Spielen ging er 2016 zum Zweitligisten Port FC, einem Verein, der ebenfalls in Bangkok beheimatet ist. Die Saison 2016 schloss der Verein mit einem dritten Platz ab und man stieg somit in die erste Liga, die Thai League, auf. Mitte 2018 verließ er Port und schloss sich dem Ligakonkurrenten Suphanburi FC an. Nach 29 Erstligaspielen wurde sein Vertrag Ende 2020 nicht verlängert. Von Januar 2021 bis Mai 2021 war er vertrags- und vereinslos. Am 1. Juni 2021 verpflichtete ihn sein ehemaliger Verein Port FC. Nachdem er in der Hinrunde 2021/22 nicht zum Einsatz gekommen war, wechselte er zur Rückrunde im Dezember 2021 auf Leihbasis zum Zweitligisten Customs Ladkrabang United FC. Für den Hauptstadtverein stand er sechsmal in der zweiten Liga auf dem Spielfeld. Nach Vertragsende beim Port FC wechselte er im Juni 2022 ablösefrei zum Erstligaaufsteiger Lampang FC. Nach einer Saison Erstklassigkeit musste er mit dem Verein aus Lampang am Ende der Saison als Tabellenletzter wieder den Weg in die zweite Liga antreten. Nach zwei Spielzeiten, in denen er 46 Ligaspiele bestritt, wechselte er im Sommer 2024 zum Ligakonkurrenten Pattaya United FC.  Nach einer Spielzeit, in der 29 Ligaspiele bestritt, wechselte er zum Drittligisten Navy FC. Mit dem Verein spielt er in der Eastern Region der Liga.

### Nationalmannschaft
Von 2015 bis 2016 spielte Meechok Marhasaranukun zehnmal in der thailändischen U-19-Nationalmannschaft. Viermal trug er von 2017 bis 2018 das Trikot der U-21-Nationalmannschaft.

## Erfolge

### Nationalmannschaft
Thailand U19
2015 – AFF U-19 Youth Championship